# Stad Utrecht
Stad Utrecht (auch Utrechts elftal, international auch Utrecht XI) war eine Fußballauswahl aus der niederländischen Stadt Utrecht, die in der Saison 1962/63 am Messestädte-Pokal teilnahm.
In den sechs ersten Messepokal-Veranstaltungen konnte je Stadt nur eine Mannschaft gemeldet werden. Daher wurden in verschiedenen Städten Auswahlen aus mehreren Vereinen zusammengestellt, die am Pokal teilnehmen sollten. In der Saison 1962/63 nahm für Utrecht eine Auswahl der Klubs DOS (Door Oefening Sterk), Velox und Elinkwijk teil. Diese drei Vereine fusionierten auch 1970 zum FC Utrecht.
Bekannteste Spieler der Stadtauswahl aus Utrecht im Messepokal 1962/63 waren die niederländischen Nationalspieler Frans Geurtsen, Humphrey Mijnals und Tonny van der Linden. Trainiert wurde sie von Daan van Beek, der Velox 1962 in die Eerste Divisie geführt hatte. Die Mannschaft schaltete in der ersten Runde mit zwei Siegen Tasmania 1900 Berlin aus, verlor jedoch in der zweiten Runde zweimal gegen Hibernian Edinburgh.
In den folgenden Jahren nahm keine Stadtauswahl aus Utrecht mehr am Messepokal teil, sondern die Eredivisie-Mannschaft von DOS.